# Australutica xystarches
Australutica xystarches är en spindelart som beskrevs av Rudy Jocqué 1995. Australutica xystarches ingår i släktet Australutica och familjen Zodariidae.
Artens utbredningsområde är Sydaustralien. Inga underarter finns listade.